# Université de Shiga
L'Université de Shiga (滋賀大学, Shiga daigaku, couramment abrégée en Shigadai, 滋賀大) est une université nationale japonaise, située à Otsu et à Hikone dans la préfecture de Shiga.

## Composantes
L'université est structurée en facultés de 1er cycle (学部, gakubu), qui ont la charge des étudiants de 1er cycle universitaire, et en facultés de cycles supérieurs (研究科, kenkyūka), qui ont la charge des étudiants de 2e et 3e cycle universitaire.

### Facultés de1ercycle
L'université compte 2 facultés de 1er cycle (学部, gakubu).
- Faculté d'éducation
- Faculté d'économie

### Facultés de cycles supérieur
L'université compte 2 facultés de cycles supérieurs (研究科, kenkyūka).
- Faculté d'éducation
- Faculté d'économie